# Kirghizistan ai Giochi della XXVI Olimpiade
Il Kirghizistan partecipò ai Giochi della XXVI Olimpiade, svoltisi ad Atlanta, Stati Uniti, dal 19 luglio al 4 agosto 1996, con una delegazione di 33 atleti impegnati in nove discipline.